# Sistema di gioco di ruolo
Un sistema di gioco di ruolo è un insieme di meccaniche di gioco utilizzate in un gioco di ruolo (GdR).
Il sistema può assumere diverse forme. Sistemi di gioco generici, come GURPS, o il Basic Role-Playing non sono legati a un genere specifico o a un'ambientazione e possono essere usati come base per giocare diversi tipi di giochi di ruolo. Altri, come Dungeons & Dragons, sono pensati per rappresentare un genere narrativo o uno stile di gioco specifici, e altri, come la prima e la seconda edizione di RuneQuest, non solo hanno un genere specifico, ma sono corredati di un'ambientazione alla quale le meccaniche di gioco sono legate indissolubilmente. Alcuni sistemi, come il d6 System, sono miglioramenti di sistemi usati in giochi precedentemente pubblicati.
La maggior parte dei sistemi di gioco di ruolo utilizza il lancio di dadi per introdurre un elemento casuale nel processo mediante il quale si determina il successo o il fallimento di un'azione. Di solito, il totale dei numeri mostrati dai dadi è sommato a un attributo poi confrontato con un livello di difficoltà, o (come nei giochi della serie Mondo di Tenebra) l'attributo determina il numero di dadi da lanciare e il numero di successi (tiri di dado superiori al livello di difficoltà) determina il grado di successo. Alcuni giochi, come Castle Falkenstein, utilizzano altri elementi casuali, tipo carte da gioco.
Tuttavia, alcuni giochi come Amber Diceless Role-Playing, non utilizzano elementi casuali. Si procede al confronto diretto tra l'abilità del personaggio e il livello di difficoltà (che può essere derivato dal valore di un'abilità di un altro personaggio), spesso utilizzando un insieme di risorse che possono essere "spese" e "guadagnate", permettendo al personaggio di utilizzare più o meno sforzo, come in Nobilis, o scegliere un meccanismo del tipo carta-forbice-sasso (come nella serie di librogame Lost Worlds).